# Fraser-Fort George Regional District
Der Fraser-Fort George Regional District ist ein Bezirk in der kanadischen Provinz British Columbia. Er ist 50.676,10 km² groß und zählt 94.506 Einwohner (2016). Beim Zensus 2011 wurden noch 91.879 Einwohner ermittelt. Hauptort ist Prince George.

## Administrative Gliederung

### Städte und Gemeinden
| Ort           | Status                | Bevölkerung |
| Prince George | City                  | 74.003      |
| Mackenzie     | District municipality | 3.714       |
| McBride       | Village               | 616         |
| Valemount     | Village               | 1.021       |

### Gemeindefreie Gebiete
- Fraser-Fort George A (Salmon River & Lakes)
- Fraser-Fort George C (Chilako River-Nechako)
- Fraser-Fort George D (Tabor Lake-Stone Creek)
- Fraser-Fort George E (Woodpecker-Hixon)
- Fraser-Fort George F (Willow River-Upper Fraser)
- Fraser-Fort George G (Crooked River-Parsnip)
- Fraser-Fort George H (Robson Valley-Canoe)